# Dmenin-Józefka
Dmenin-Józefka (do 2019: Józefka) – część wsi Dmenin w Polsce, położona w województwie łódzkim, w powiecie radomszczańskim, w gminie Kodrąb.
W latach 1975–1998 jako Józefka administracyjnie należał do województwa piotrkowskiego.